# Relações entre Albânia e Itália
As relações entre Albânia e Itália são as relações bilaterais entre a República da Albânia e a República Italiana. Devido à forte presença dos albaneses na Itália e a presença histórica da comunidade Arbëreshë lá, os dois países gozam hoje de relações diplomáticas muito amigáveis. Há frequentes contatos de alto nível entre os governos da Albânia e da Itália. Ambos os países são membros de muitas organizações internacionais, incluindo o Conselho da Europa e a OTAN, e partilham opiniões políticas comuns sobre os Bálcãs e o mundo, sendo a Itália uma forte defensora da candidatura da Albânia na UE. Durante uma recente visita do ex-primeiro-ministro italiano Matteo Renzi em Tirana, a Albânia foi considerada por ele como o parceiro mais próximo da Itália na região.
Existe um alto grau de semelhanças históricas e culturais entre albaneses e italianos, o que tem ajudado muito as relações culturais. A Albânia também abriga 20.000 imigrantes italianos e possui 5.000 comunidades nativas italianas.

## História
As relações formais entre os dois países começaram em 1912, no momento em que Reino da Itália apoiou a Declaração de Independência da Albânia em 1912.
Durante a Primeira Guerra Mundial, o protetorado italiano sobre a Albânia foi estabelecido pelo Reino da Itália em um esforço para garantir uma independência de jure da Albânia sob o controle italiano; este existiu de 23 de junho de 1917 até o verão de 1920.

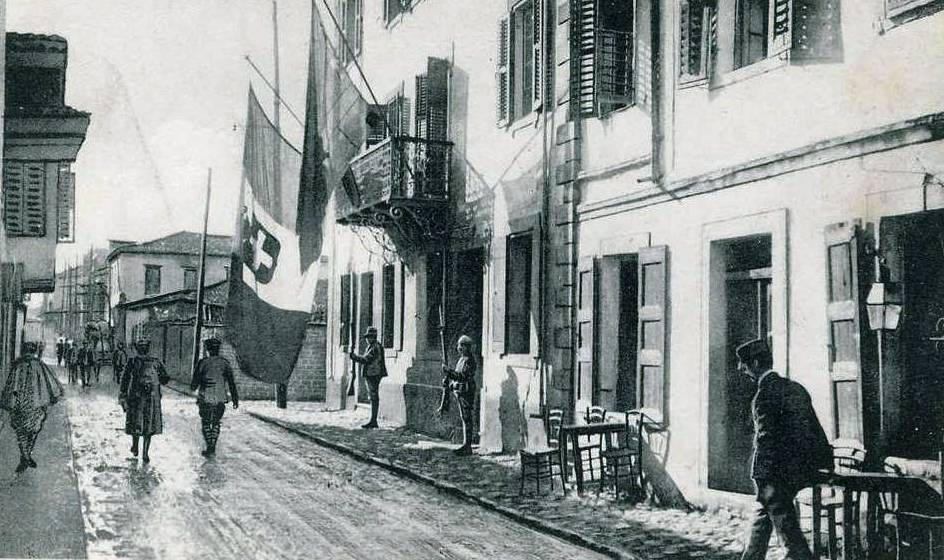
Soldados italianos em Vlorë, Albânia, durante a Primeira Guerra Mundial.

De 4 de junho a 3 de setembro de 1920 ocorreu uma série de batalhas entre forças italianas guarnecidas por toda a região de Vlorë e os nacionalistas albaneses divididos em pequenos grupos de combatentes e estas batalhas foram mais tarde chamadas de Guerra de Vlorë, que pôs fim ao protetorado italiano sobre a Albânia.
Mais tarde, durante o período monárquico e o reinado do Rei Zog, a Itália tornou-se o aliado mais próximo da Albânia, declarando mais uma vez um protetorado de jure sobre o pequeno Reino. O italiano era ensinado como uma segunda língua em todas as escolas no país e a economia era altamente dependente dos empréstimos e da ajuda financeira dada pela Itália. Na primavera de 1925 foram assinadas duas importantes concessões com a Itália: a primeira foi o direito de fundar um banco nacional e a segunda foi a aprovação do estabelecimento de uma companhia italiana (SVEA) para desenvolver a economia da Albânia. Mais tarde, o Banco Nacional da Albânia foi fundado com capital italiano e a Itália ajudaria a emitir e introduzir a moeda oficial da Albânia, o Lek.
Em 7 de abril de 1939, as tropas de Benito Mussolini invadiram a Albânia. Apesar de alguma resistência obstinada, especialmente em Durrës, os italianos tiveram pouco trabalho com os albaneses. O Rei Zog foi forçado ao exílio e o país tornou-se parte do império italiano como um reino separado em união pessoal com a coroa italiana.
Após a capitulação da Itália em 1943, a Alemanha nazista ocupou a Albânia e, após o fim da Segunda Guerra Mundial, as relações entre a Itália e a Albânia foram interrompidas. Durante o regime comunista na Albânia, o país foi isolado e nenhuma relação foi mantida com os países ocidentais, incluindo a Itália.
As relações foram restabelecidas após a queda do comunismo na Albânia. Após o colapso do regime comunista, a Itália tornou-se o principal alvo de imigração para os albaneses que deixavam seu país. Isto ocorreu porque a Itália tinha sido um símbolo do Ocidente para muitos albaneses durante o período comunista devido à sua proximidade geográfica. A partir de março de 1997, a Itália instituiu uma estrita patrulha no Mar Adriático em uma tentativa de conter a imigração albanesa e a partir de então a Itália auxiliou a economia da Albânia durante este período de transição. A Itália também ajudou na restauração da lei e da ordem na Albânia após a rebelião de 1997, através da Operação Alba.